# Исјечак нашег времена
Исјечак нашег времена је кратак документарни филм из 1961. године.

## Синопсис
Приказано је Бугојно, град који је готово преко ноћи, као последица индустријског развоја, израстао из касабе у напредан привредни центар. Фабрика „ Славко Родић ” у Бугојну, значајан објект наше метално - прерађивачке индустрије, највише је допринела тој измени живота и обичаја у Бугојну.